# 蔡延寿
蔡延寿（?—?），济阳郡考城县人，南北朝西梁到隋朝政治人物。
蔡延寿是蔡大宝次子。有器度见识，广博涉猎经籍，尤其善於当世之务。娶梁宣帝萧詧之女宣成公主。历任中书侍郎、尚书右丞、吏部郎、御史中丞。587年，跟从皇帝萧琮归顺隋朝，隋文帝任命他为开府仪同三司，秘书丞。官至成州刺史。